# Emblyna cornupeta
Emblyna cornupeta là một loài nhện trong họ Dictynidae.
Loài này thuộc chi Emblyna. Emblyna cornupeta được miêu tả năm 1946 bởi Bishop & Ruderman.